# 徳川太助
徳川 太助（とくがわ たすけ）は、アニメ「宇宙戦艦ヤマトシリーズ」の『宇宙戦艦ヤマト 新たなる旅立ち』以降の登場人物。声優は古谷徹、『宇宙戦艦ヤマト2199』では岡本信彦。

## キャラクター概要
ヤマト機関長であった徳川彦左衛門の息子であり、ヤマト機関室勤務の乗組員である。
ややふくよかな体形に太い眉が特徴。
初登場時には「徳川彦左衛門の長男」と自己紹介しているが、実際は長男の彦七がいるので次男であり、矛盾が生じている。PSゲームシリーズや『宇宙戦艦ヤマト2199』では、次男に訂正されている。詳細は徳川彦左衛門#家族を参照。
旧作シリーズで声を演じた古谷徹は「太助を演じたからこそガンダムのアムロができた」と『完結編』公開当時のムック本のインタビューで述べるほど、太助役には思い入れを持っている。

## 劇中での登場
宇宙戦艦ヤマト 新たなる旅立ち
宇宙戦士訓練学校卒業後に新乗組員としてヤマトへ乗艦する。当初は操縦中のボートをヤマトに見とれて転覆させてしまう、波動エンジン始動作業中に閉鎖弁と間違えて非常停止装置を作動させてしまうなどの失敗を続けていたため、機関長の山崎奨からは「親父が泣くぞ！」と怒鳴られるのが常であり、相原義一からも「徳川さんのせがれにしちゃ出来が悪い」と笑われている。また、本人も父を引き合いに出されることを疎ましく思う旨を口にしている。
ヤマトよ永遠に
初登場時は島大介と共に無人艦隊のコントロールを担当しており、その後は他のヤマト乗組員と合流してヤマトへ乗艦する。劇中後半で到着した地球そっくりの惑星では、建物内に置かれていたオーギュスト・ロダンのブロンズ像「考える人」のポーズが左右逆だったことに乗組員中で唯一気付き、ここが偽の地球であることを見破る一因につながる。
宇宙戦艦ヤマトIII
第2話から登場。一人前の機関部員へ成長したため、山崎に機関室を任されている。第11話では、はくちょう座星域での戦闘でアナライザーの胴体を使って機関の故障個所を特定することを考えつくなど、機転の良さも見せる。
第20話では、惑星ファンタムの発見に際して嬉しさのあまり、号泣している。
宇宙戦艦ヤマト 完結編
山崎の片腕的存在にまで成長している。機関室に飾っていた遺影の彦左衛門から「お前がドジを踏まないか心配だ」と言われるが、終盤における水惑星アクエリアスからのトリチウムを積載した状態での発進時には、見事なエンジンコントロールを見せる。退艦時には彦左衛門の遺影に機関室内を見せ、ヤマトを去って行く。
宇宙戦艦ヤマト 復活篇
前作より身長が伸び、体格も良くなっている。地球防衛軍月面司令官を務める一方、アクエリアスが遺した氷塊に沈んでいたヤマトの復旧も指揮しており、復旧後は再就役が決定されたヤマトの機関長として乗艦する。本作では副艦長の大村耕作に次いで古代の片腕的な側面も見せ、若手乗組員らを指導する立場にもなっている。
機関の出力低下の際には機関を直接整備して安定させ、制御室でコンピュータ越しの対応しか行えていなかった天馬兄弟を「スパナの使い方も知らんのか！」と一喝している。

## リメイクアニメ
リメイク版である本アニメシリーズにも、シリーズ第1作『宇宙戦艦ヤマト』のリメイク作品である『宇宙戦艦ヤマト2199』から登場。
『2199』ではゲストキャラクターとしての登場であり、まだ民間人である。また、本作で初めて彦七・菊子・アイ子と共演している。ゲストキャラクターゆえ、リデザインはメイン担当の結城信輝ではなくゲスト担当の山岡信一によるものであり、決定稿は他の家族とセットで描かれている。
『新たなる旅立ち』のリメイクである『宇宙戦艦ヤマト2205 新たなる旅立ち』では、原作通りヤマト乗組員となる。

### 劇中での登場（リメイクアニメ）
宇宙戦艦ヤマト2199
第2話では、ヤマトへ乗艦していく彦左衛門を見送る家族の1人として並ぶ。第7話での太陽系赤道祭の際には姪のアイ子と共に彦左衛門との通信に参加し、食糧配給が滞り気味で闇物資に手を出していることを話した後、彦左衛門から「アイ子を頼むぞ、これからはお前たち若い世代にかかっておる」と念を押されている。第12話での彦左衛門の弁によると、父と同じ船乗りになりたいと思っているらしい。
宇宙戦艦ヤマト2205 新たなる旅立ち
宇宙防衛大学第38期生の機関員として、ヤマト機関科に配属される。また、誕生日が2187年2月22日、階級が准宙尉とそれぞれ明かされている。